# Le Projet Manhattan (film)
Pour l’article homonyme, voir Projet Manhattan.
Pour plus de détails, voir Fiche technique et Distribution.
Le Projet Manhattan (The Manhattan Project ou Deadly Game) est un film américain produit et réalisé par Marshall Brickman en 1986.

## Synopsis
À la suite de la visite d'une usine où travaille l'amant de sa mère, Paul, un adolescent d'Ithaca (État de New York), suspecte que cette usine sert à l'enrichissement de matière fissile. Il trouve une façon de s'introduire dans le bâtiment pour voler du plutonium et s'en sert pour construire une bombe nucléaire qu'il présentera à la foire des sciences.

## Fiche technique
- Titre original : The Manhattan Project
- Titre français : Le Projet Manhattan
- Réalisation : Marshall Brickman
- Scénario : Marshall Brickman, Thomas Baum
- Direction artistique : Philip Rosenberg
- Décors : Nina Ramsey, Philip Smith
- Costumes : Shay Cunliffe
- Photographie : Billy Williams
- Montage : Nina Feinberg
- Musique : Philippe Sarde
- Production : Marshall Brickman, Jennifer Ogden, Bruce McNall
- Production associée : Roger Paradiso
- Société de production : Gladden Entertainment Corporation
- Société de distribution : 20th Century-Fox
- Pays de production :  États-Unis
- Langue originale : anglais
- Format : couleur (Technicolor) — 35 mm — 1,85:1 — son Dolby
- Genre : Comédie dramatique
- Durée : 118 minutes
- Dates de sortie : 
  - États-Unis : 13 juin 1986
  - France : 15 avril 1986

## Distribution
- John Lithgow  : John Mathewson
- Christopher Collet : Paul Stephens
- Cynthia Nixon : Jenny Anderman
- Jill Eikenberry : Elizabeth Stephens
- John Mahoney : Lieutenant Colonel Conroy
- Fred Melamed : Technicien de dosage
- Robert Sean Leonard : Max